# Губе, Ромуальд Михайлович
Ромуа́льд Михайлович Гу́бе (пол. Romuald Jan Hube; 1803—1890) — польский историк-юрист, уроженец Варшавы. Окончил курс в Варшавском университете; слушал лекции в Берлине, где на него особенное влияние оказали Гегель и Савиньи; был в Варшавском университете преподавателем истории римского, немецкого и французского права, потом ординарным профессором канонического и уголовного права.

## Биография
По закрытии Варшавского университета Губе вызван был в 1833 году в Петербург для участия в работах по ревизии польских законов, несовершенством которых отчасти объясняли восстание 1830 года.
Служа во II отделении собственной Его Императорского Величества канцелярии, Губе в 1840 г. назначен был членом комитета для ревизии проекта уложения о наказаниях. С 1841 по 1845 годы читал в Санкт-Петербургском университете для уроженцев Царства Польского административные и уголовные законы этого края и курс истории славянских законодательств.
В 1846 г. Губе сопровождал Блудова в Рим для заключения конкордата с папским престолом. В 1860 году Губе назначен сенатором варшавских д-тов  с оставлением при II отделении. С 1856 по 1861 годы Губе председательствовал в кодификационной комиссии Царства Польского, по упразднении которой перемещен был на службу в Варшаву членом совета Царства Польского, а по упразднении этих учреждений (1867) оставлен в звании сенатора.
В 1877 году Губе назначен был членом Государственного совета, где присутствовал до 1882 года в д-тах духовных и гражданских дел. Обнаруживая в своих ученых трудах обширную эрудицию, Губе придерживался преимущественно фактического описания юридического быта и с особенною любовью останавливался на источниках права. Наиболее ценны труды Губе по истории славянского права, в которых он выступает вполне самостоятельным исследователем, прокладывающим новые пути. В небольшом сочинении «О znaczeniu prawa rzymskiego i rzymsko-byzantyńskiego u narodòw słowiańskich» (1868; французский перевод П., 1880; есть и хорватский перевод) Губе занялся историей рецепции римского и византийского права у славян.

## Научная деятельность
Мысль его о славянском происхождении некоторых византийских институтов легла в основу трудов византинистов, В. Г. Васильевского и Ф. И. Успенского. Три капитальные работы Губе по истории польского права, взаимно друг друга дополняющие: «Prawo polskie w wieku trzynastym» (1874), «Prawo polskie w XIV wieku. Ustawodawstwo Kazimerza Wielkiego» (1881) и «Sądy, ich praktyka i stosunki prawne społeczeństwa w Polsce kuschyłkowi XVI wieku» (1886). В первом из этих сочинений изображен юридический быт Польши, предшествовавший законодательству; во втором Губе излагает свои оригинальные воззрения на Вислицкий статут; в третьем изображает юридический быт Польши конца XIV в. на основании рукописных судебных протоколов.
Этот прием, почти не известный в европейской исторической литературе, привел Губе к следующему выводу: «практика сохранила из статутов почти все, что в них было основано на стародавнем обычае, и не приняла большею частью того, что статуты предполагали ввести нового». Другие сочинения Губе: «Historija prawa karnego ruskiego» (1870-72; при составлении этого сочинения, обнимающего историю русского уголовного права с древнейших времен до 1870 г., автор пользовался архивами Государственного совета и II отделения; по отношению к эпохе Николая I, во время которой Губе принимал непосредственное участие в законодательных работах, здесь много данных, сохранившихся только в памяти автора), «Zbiór rot przysiąg sądowych poznańskich, kościańskich, kaliskich, piotrkowskich i dobrzyszyckich z końca wieku XIV i pierwszych lat wieku XV» (1888 — издание 1000 польских присяг, важное не столько для истории права, сколько для истории польского языка); «Wyrok lwowski roku 1421» (1888 — издание нескольких юридических актов Галицкой Руси, которому предпослан очерк галицко-русского судоустройства и судопроизводства в эпоху перехода Галицкой Руси от права русского к праву польскому); несколько самостоятельных исследований по праву бургундскому, салическому («La loi salique», 1867 — издание важной рукописи салического закона с введением, более подробным в польском издании), итальянскому и проч. 